# Мордор
У измишљеном свету Средње земље Џ. Р. Р. Толкина, Мордор је царство и дом негативца Саурона. 
Налазио се источно од Гондора и велике реке Андуин и јужно од Мрке шуме. Уклета планина, вулкан у Мордору, био је циљ Дружине прстена у настојању да уништи Јединствени прстен. Мордор је био окружен са три планинска ланца, са севера, запада и југа. Планине су штитиле земљу од инвазије и спречили бежање оних који живе у Мордору.
Критичари су приметили да је Мордор био под утицајем Толкинових искустава у индустријској црној земљи енглеског Мидленда и његовим временом борећи се у рововима Западног фронта у Првом светском рату. Други су приметили да Толкин приказује Мордор као посебно зло и као визију индустријске деградације животне средине, која је била у супротности с прелепом вилинском шумом из Лотлоријена.

## Мапа
Мордор је био приближно правоугаоног облика, са дужим странама на северној и јужној страни. Три стране су биле опкољене са планинским врховима. Процењује се да су дужине ових распона 498 миља, 283 миље односно 501 миље, што површини Мордора даје отприлике 140.000 квадратних миља (362.600 км²), по величини упоредивој са Црним морем.
На западу је лежала уска земља Итилијена, покрајина Гондор; на северозапад Мртве мочваре и Дагорлад; на северу, Дивља земља; на североисток и исток, Рун; на југоисток, Канд; а на југу, Харад.

### Црна капија
Саурон је саградио Црну Мордорску капију (Моранон) додајући је ранијим утврђењима: Куле са "зубима", куле са чуварима које је Гондор изградио како би чувао стражу на овом улазу. Пролаз кроз унутрашњу страну Удуна у унутрашњост Мордора чувала је друга капија, Исенмоут. 

### Ентеријер
Унутрашњост Мордора састојала се од три велике регије. Језгро Сауронове краљевине било је на северозападу: сушна висоравни Горгорот, с активним вулканом Уклета планина смештеним у средини. Главна тврђава Саурона, Барад-дур, налазила се на северној страни Горгорота, на крају извиру планине Пепела. Горгорот је био вулкански и неприступачан за живот, али и дом Мордорским рудницима, ковачницама и гарнизонима. Нурн, јужни део Мордора уз истоимено језеро, био је мање сув и плоднији; Сауронови робови су ту гајили разне ствари како би прехранили своје војске. Источно од Горгорота лежала је сува равница Литлада.

## Историја
Саурон се настанио у Мордору у другом добу Средње земље, и остао је ослонац његових злих размишљања и делања. Изградио је своје велико упориште Барад-дур, Мрачну кулу, близу вулкана Уклета планина и постао познат као Марчни Господар Мордора. Открио је како се Прстенови праве од вилењака и потајно је фалсификовао Један прстен у Ородруину. Потом је кренуо у освајање Средње земље, извевши напад на Елидове виловњаке у Еријадору, али су му одбили напад људи из Нуменора.
Преко хиљаду година касније, Нуменорјани под Ар-Фаразоном отпловили су у Средњу земљу да би оспорили Сауронову тврдњу да је "краљ људи". Саурон их је пустио да га ухвате и одведу натраг у Нуменор, што је проузроковао његово уништење. Одмах се вратио у Мордор као дух и наставио са владањем.
Сауронова владавина поново је прекинута када су му пропали напори да свргне преживеле људе из Нуменора и вилењака. Војска Последњег савеза вилењака и људи напредовала је на Мордору; у великој битки на Дагорладу ("Бојна равница") Сауронове су снаге уништене и Црна капија је постала олупина. Тада је опкољен Барад-дур; после седам година Саурон је избио и поражен је на падинама Ородруина. Саурон је побегао у Рун, а Барад-дур је био срављен са земљом. Гондор је градио тврђаве на улазима у Мордор како би спречио његов повратак, одржавајући "Стражарски мир" више од хиљаду година. Велика куга у Гондору довела је до напуштања утврђења која су чувала Мордор и Мордор је поново испуњен злим стварима. Назгули су искористили Гондоров пораз да би поново ушли у Мордор, освојили Минас Итил и преузели тврђаве. У време када је Билбо Багинс кренуо у потрагу за Хобитом, Саурон се вратио у Мордор из Дол Гулдура спремајући се за рат.
У рату, Саурон је покушао да нападне Минас Тирит, главни град Гондора, али су га у битци за поља Пеленора поразили Гондор и Рохан. Победници су послали војску до Црне капије како би одвратили Саурона од Прстена. За време Моранонове битке, Један Прстен је уништен у Уклетој планини, заједно са Сауроновом снагом, Барад-дуром. Овај крајњи пораз Саурона завршио је у трећем добу. Горгорот је постао празан док су његови Орци побегли или били убијени. Земља Нурн дата је Сауроновим ослобођеним робовима.

## Корени
Ликовна изложба под називом "Стварање Мордора" у уметничкој галерији Вулверхемптон (2014) тврди да су железаре и пећи западног Мидленда инспирисале Толкинову визију и име Мордор. То индустријализовано подручје дуго је било познато као "црна земља". Филип Вомак, пишући у часопису Индепендент, упоређује Толкинов потез из руралног Варвикшира у урбани Бирмингем као "изгнанство из сеоске идиле и пожаре сличне Мордору". Критичар Крис Барат коментарише да је Толкин очито намеравао читаоца да се "поистовети са неким проблемима уништавања животне средине, бујне индустријске инвазије, и корумпирање и штетне последице које имају на човечанство.
Њујорк Тајмс је с друге стране упоређивао мрачну земљу Мордора са Толкиновим личним искуством у рововима Западног фронта у Првом светском рату.
У једном од својих писама 1960. године, Толкин је сам написао да су "Мртве мочваре [северно од Мордора] и прилази Моранону [улаз у Мордор] имају нешто заједничко са битком на Соми". 